# Homalomena punctulata
Homalomena punctulata är en kallaväxtart som beskrevs av Adolf Engler. Homalomena punctulata ingår i släktet Homalomena och familjen kallaväxter. Inga underarter finns listade.